# Czornyj Pieriedieł

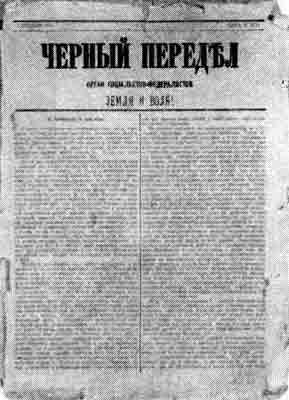
Zdjęcie przedstawiające nielegalne pismo organizacji

Czornyj Pieriedieł (ros. Чёрный передел, dosł. „czarny podział”) – rosyjska organizacja narodnicka, założona w 1879 r. po rozpadzie w Ziemli i Woli, opowiadająca się za większością jej postulatów programowych, ale sprzeciwiająca się taktyce terroru indywidualnego. W roku 1880 niektórzy członkowie organizacji (Gieorgij Plechanow, Paweł Akselrod i inni) przenieśli się do Szwajcarii, gdzie w 1883 utworzyli marksistowską grupę Wyzwolenie Pracy.